# Xiphophorus maculatus
Xiphophorus maculatus Günther, 1866 conosciuto comunemente come Platy, è un piccolo pesce d'acqua dolce appartenente alla famiglia Poeciliidae.

## Distribuzione e habitat
Questa specie è diffusa in America Centrale, nelle acque dolci calme e riccamente popolate da piante acquatiche nell'area compresa tra Messico e Belize settentrionale.

## Descrizione
X. maculatus presenta un corpo relativamente alto, compresso ai fianchi. Il dorso è convesso, la testa appuntita, con muso largo e occhi grandi. La pinna dorsale e quella caudale sono ampie, a delta, le altre piccole. Il maschio presenta il gonopodio, tipico delle specie della famiglia dei Poecilidi a cui appartiene questa specie. Raggiunge una lunghezza massima di 5-6 cm. 

La livrea selvatica prevede un colore di fondo grigio-giallastro trasparente, i fianchi con riflessi metallici verdi e azzurri e le pinne trasparenti; in commercio questa specie è presente in tantissime varietà, ottenute dalla selezione artificiale effettuata negli allevamenti.

## Riproduzione

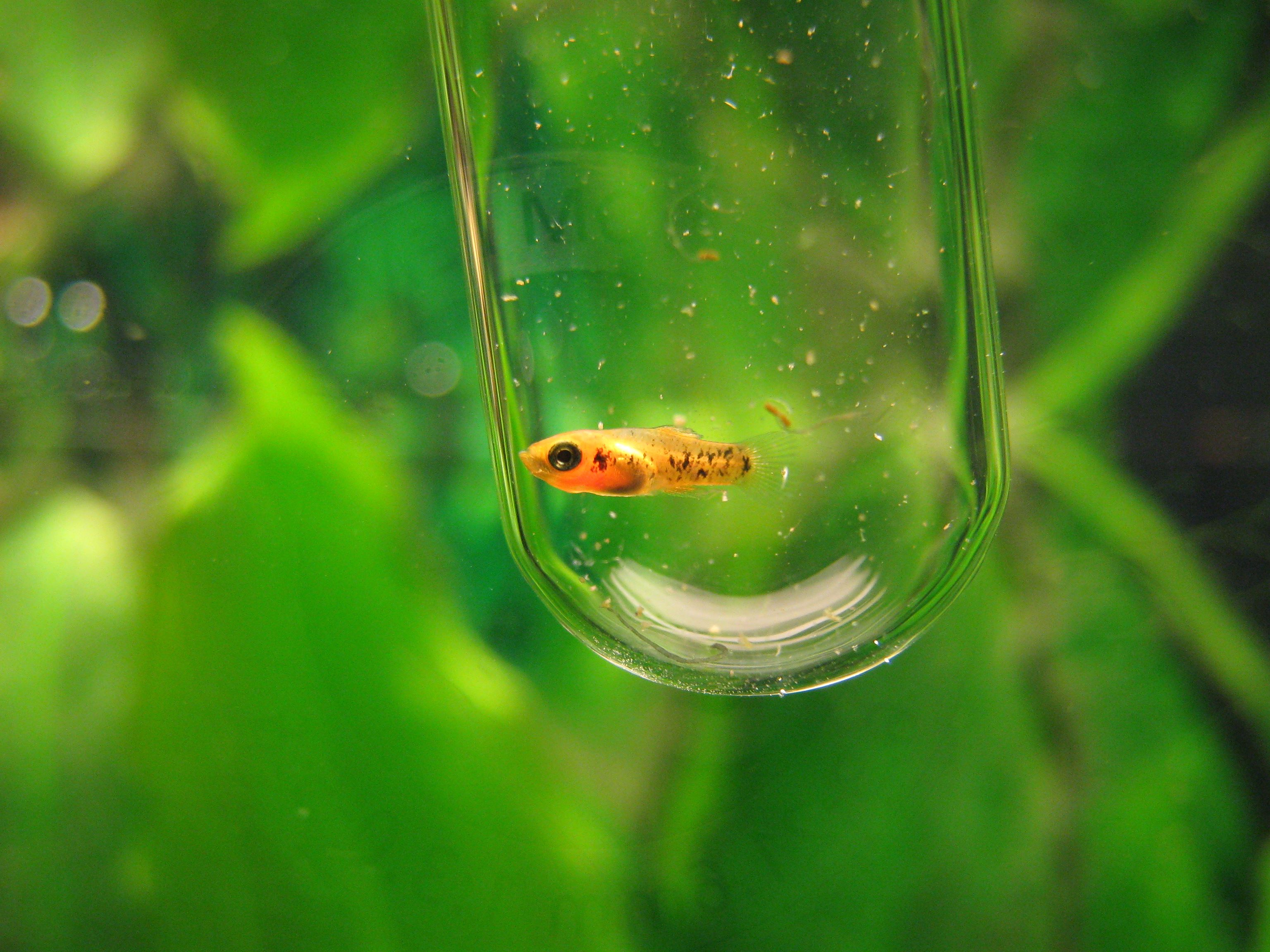
Un avannotto di pochi giorni

La fecondazione è interna: il maschio deposita lo sperma all'interno della cavità urogenitale della femmina attraverso il gonopodio ed essa lo conserva per fecondare più di una covata, a distanza di mesi. Il ventre della femmina ingrossa col passare del tempo: la gestazione dura 30-45 giorni e al termine essa partorisce piccoli già formati (è una specie ovovivipara). 

Gli adulti e la madre stessa tendono a divorare la propria prole, che per scampare alla morte si rifugia tra le fronde vegetali. La crescita è lenta, ma la sopravvivenza è alta.
Questa specie può incrociarsi tranquillamente con quelle affini, Xiphophorus Variatus (Platy Variato) e Xiphophorus Helleri (Portaspada) dando origine a ibridi fecondi.

## Alimentazione

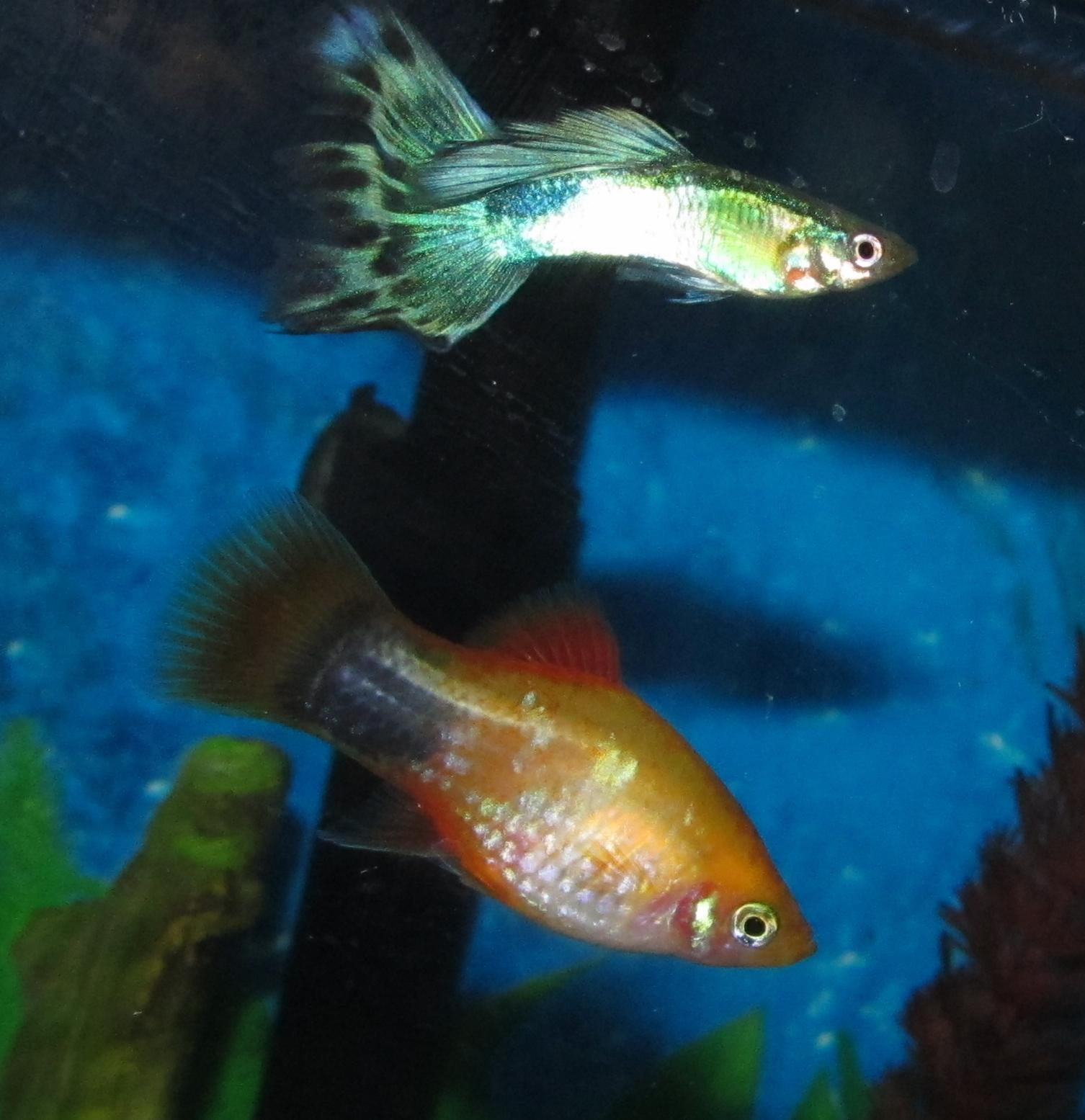
Platy (Xiphophorus maculatus) in basso con Guppy (Poecilia reticulata) in alto, spesso tenuti insieme per gli aspetti comportamentali simili e le stesse esigenze in termini di valori chimici dell'acqua.

Hanno dieta onnivora con prevalente componente vegetale costituita da alghe e copertura biologica ( "aufwuchs" ) ed insettivora.

## Acquariofilia
Il Platy è uno dei più diffusi pesci d'acquario d'acqua dolce, allevato anche dai neofiti attratti dai bei colori sgargianti; nel corso dei decenni sono state selezionate dagli allevatori decine di varietà, con caratteristiche ben definite. Tuttavia la facilità di riproduzione permette un continuo cambiamento rispetto agli standard fissati dagli allevatori.
| Corallo | Corallo             | Red | Red                     | Sunburst | Sunburst           |
| --- | ------------------- | --- | ----------------------- | --- | ------------------ |
| Di piccole dimensioni, più compresso. Colore dal rosso vivo al rosso scuro                                                                    |                     | Livrea dall'arancio al rosso cupo |                         | Testa, dorso, ventre e prima parte dei fianchi giallo vivo o arancio, che va sfumando in arancio o rosso vivo al peduncolo caudale e alla coda                                |                    |
| Dawn | Dawn                | Crescent (Mickey Mouse) | Crescent (Mickey Mouse) | Gold Crescent | Gold Crescent      |
| Testa, dorso, fianchi giallo vivo con riflessi verdi, che va sfumando in arancio o rosso vivo dal ventre al peduncolo caudale e alla coda     |                     | Presente in più varietà, è una tipica colorazione a 3 macchie circolari formanti la sagoma di Mickey Mouse alla radice della pinna caudale. In foto, Red Crescent. |                         | Corpo bianco rosato, con la tipica colorazione a 3 macchie circolari blu formanti la sagoma di Mickey Mouse alla radice della pinna caudale. In foto, High Fin Gold Crescent. |                    |
| High Fin | High Fin            | Blue Spot | Blue Spot               | Tiger | Tiger              |
| La pinna dorsale è alta, lunga e appuntita. Caratteristica presente in molte colorazioni.                                                     |                     | Corpo bianco grigio, finemente marezzato di nero, blu, verde metallizzato. In foto, Blue Spot Crescent Platy                                                       |                         | Colore di fondo giallo arancio, con marezzature nere e metalliche su tutto il corpo, più o meno diffuse                                                                       |                    |
| Red Wag | Red Wag             | Silver Wag | Silver Wag              | Rainbow Wag | Rainbow Wag        |
| Corpo rosso vivo o scuro, pinne e labbra nere                                                                                                 |                     | Corpo bianco argenteo con riflessi rosati o azzurrini, pinne e labbra nere                                                                                         |                         | Testa rosata, fianchi blu-verdi con riflessi argentei, peduncolo caudale rosso vivo, pinne e labbra nere                                                                      |                    |
| Red Tuxedo | Red Tuxedo          | Yellow Tuxedo | Yellow Tuxedo           | Twin Bar (Comet) | Twin Bar (Comet)   |
| Corpo rosso vivo con grande chiazza nero-verde metallizzata più o meno estesa sui fianchi                                                     |                     | Corpo giallo con grande chiazza nero-verde metallizzata più o meno estesa sui fianchi. In foto, Yellowstone Tuxedo twinbar                                         |                         | Presente in diverse varietà, presenta due orli laterali scuri nella pinna caudale. In foto Gold Twin Bar                                                                      |                    |
| Neon Yellow Calico | Neon Yellow Calico  | Black Panther | Black Panther           | Neon Black Painted | Neon Black Painted |
| Testa e fianchi gialli (a volte giallo chiaro), peduncolo caudale e coda sfumati verso un rosso vivo. Sui fianchi piccole macchie nere        |                     | Dorso e ventre bianchi, il resto del corpo nero marezzato di verde e d'argento, pinne trasparenti.                                                                 |                         | Dorso e ventre gialli, il resto del corpo nero marezzato di verde e d'argento, pinne giallo trasparenti. In foto, Hi Fin Neon Black Painted                                   |                    |
| Neon Red Tail Black | Neon Red Tail Black | Marigold Sunset Wagtail | Marigold Sunset Wagtail | Blue Neon Wagtail | Blue Neon Wagtail  |
| Dorso e ventre gialli, fianchi neri marezzati di verde e d'argento, peduncolo caudale e coda rosso vivo, pinne giallo arancio semitrasparenti |                     | Corpo arancio sfumato verso il rosso, pinne e labbra nere |                         | Corpo argenteo con riflessi rosati e fondo azzurro elettrico, pinne e labbra nere                                                                                             |                    |
| Pintail | Pintail             | Speckled Neon Wagtail | Speckled Neon Wagtail   | White Red Back | White Red Back     |
| Pinna caudale con allungamento nella parte centrale: caratteriustica presente con molte colorazioni                                           |                     | Fondo metallico dorato, ramato o argentato, marezzatura scura, pinne nere (più trasparenti l'anale e le ventrali)                                                  |                         | Testa bianca, fianchi chiari quasi trasparenti e parte posteriore del corpo rosso vivo                                                                                        |                    |